# 친뒨강
친뒨강(버마어: ချင်းတွင်းမြစ် 친뒨 미) 혹은 나잉티강(버마어: နိုင်းထိမြစ် 나잉티 미)은 미얀마의 강으로, 에야워디강의 가장 큰 지류이다.

## 유로
친뒨강은 미얀마의 꺼친주 후가웅계곡의 따내강, 따운강, 따윤강이 만나는 곳에서 발원한다. 따내강의 상류는 모가웅에서 북쪽으로 19 km 떨어진 꾸문산맥의 슈웨다웅지산이다. 강은 후가웅 계곡에 도달하기 전까지는 북쪽으로 흐른다. 강은 이후 서쪽으로 방향을 바꿔 평야의 가운데를 통과하고 따윤강과 합류해 친뒨강을 형성한다.
친뒨강은 민낀까지는 대체로 남서쪽으로 흐른다. 중앙 평원으로 진입하면서 남동쪽으로 흐르고 문이와의 서쪽을 통과한다. 강은 이 지점에서 저가잉도와 머궤도의 경계를 형성한다. 이후 뻐코꾸군과 저가잉군 사이에서 에야워디강과 합류한다.

## 환경
친뒨강 유역의 대부분의 산지와 삼림이다. 접근하기 어렵기 때문에 많은 부분이 훼손되지 않은 채 남아있다. 미얀마 정부는 최근에 후가웅계곡에 아주 큰 호랑이 보호 구역을 설정하였다.

## 경제
친뒨강은 수운 역할을 한다. 유역의 티크나무 숲은 고대 이래로 귀중한 자원이었다. 후가웅계곡은 호박이 많이 생산되는 것으로 유명하다. 강을 따라 비취가 매장되어 있다.